# X

Litera Xx scrisă cu fontul „School Script Dashed”.

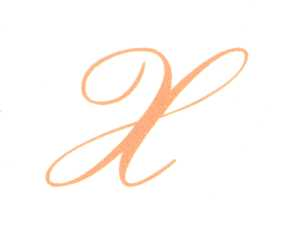
Majuscula X

Minuscula x

X este a douăzeci și patra literă din alfabetul latin și a douăzeci și noua din alfabetul limbii române.
În limba română această literă notează fie secvența de sunete [cs], în cuvinte ca xilofon, extrem, axă, fix, fie secvența [ɡz], în unele cuvinte ca examen, exista, auxiliar. Litera izolată se citește ics.
În sistemul numerelor romane X reprezintă numărul 10.
X este și o prescurtare pentru Sistemul de Ferestre X11.

## Istorie
| R11 |

| R11 |

## Alte reprezentări
| Alfabetul fonetic NATO | Codul Morse |
| X-ray                  | –··–        |

|                                                 |                     | ⠭       |
| Sistemul de semnalizare maritimă internațională | Alfabetul semaforic | Braille |